# Pauline Parmentier
Pauline Parmentier (født 31. januar 1986 i Cucq, Frankrig) er en tidligere kvindelig professionel tennisspiller fra Frankrig. 

Pauline Parmentier højeste rangering på WTA single rangliste var som nummer 40, hvilket hun opnåede 21. juli 2008. I double er den bedste placering nummer 122, hvilket blev opnået 31. oktober 2011.